# Augustusforum

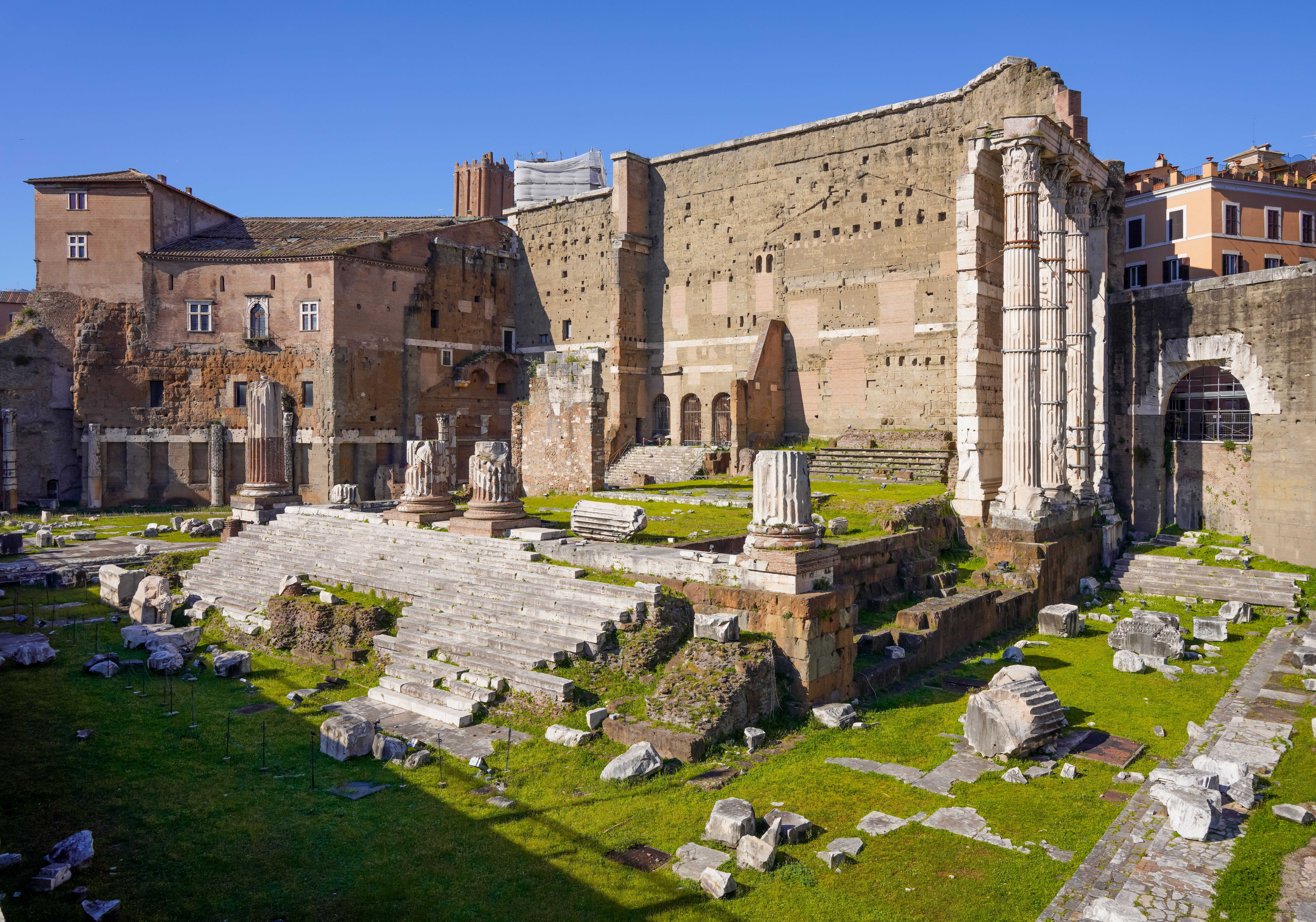
Augustusforum 2022

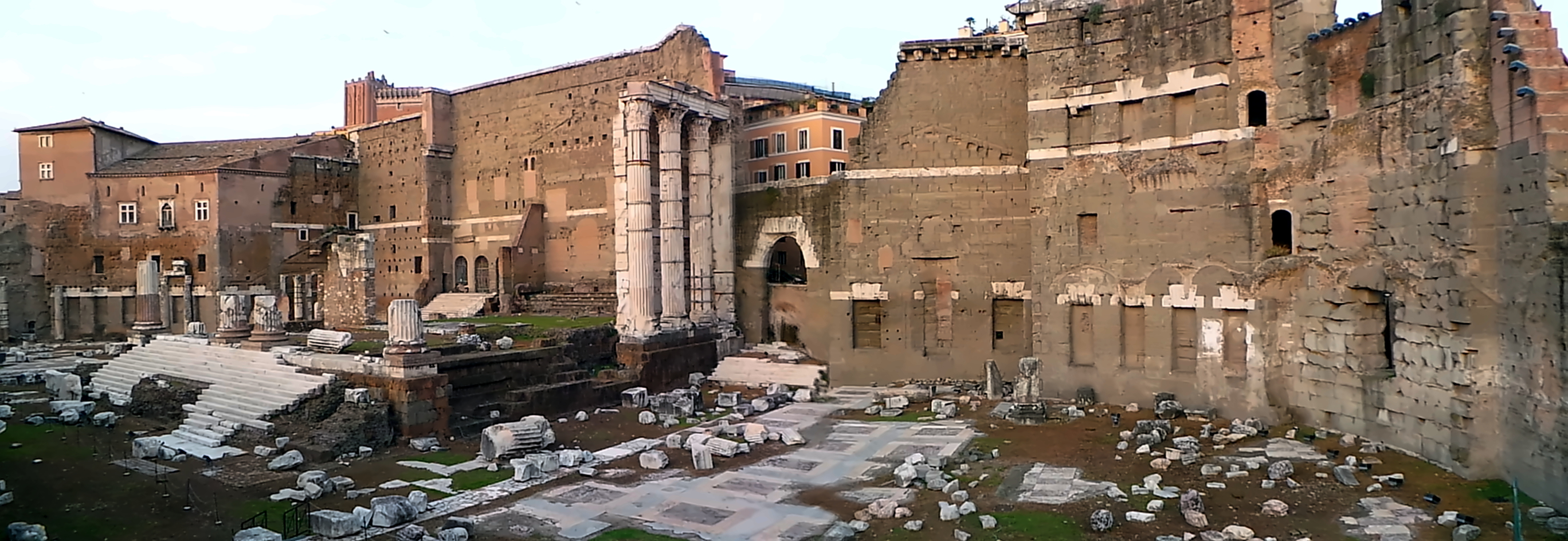
Seitliche Panoramaansicht auf das Augustusforum

Das Augustusforum ist das zweite der vier Kaiserforen in Rom. Es wurde im Mittelalter auch als Forum Martis bezeichnet. Es handelt sich dabei um eine Erweiterung des Forum Romanum. Das Forum war 125 Meter lang und 118 Meter breit.

## Geschichte
Obwohl Augustus schon 42 v. Chr. nach der Schlacht bei Philippi, bei der u. a. Brutus und Cassius, zwei der Mörder Caesars, getötet werden konnten, den Entschluss fasste, ein neues Forum zu bauen, wurde der Tempel des Mars Ultor (des Rächers), das wichtigste Gebäude dieses Komplexes, erst vierzig Jahre später geweiht. Dieser Tempel bestand aus Marmor aus Carrara und hatte acht Frontsäulen und ebenso viele an den Seiten. In seiner Mitte befand sich eine Marsstatue, umgeben von weiteren wichtigen Götterstatuen, während in der Cella Caesars Schwert und die Legionsinsignien aufbewahrt wurden.
Das Forum diente der Glorifizierung des Kaisers als Wiederhersteller der alten Traditionen. Dazu wurden zahlreiche Statuen von Heroen wie Aeneas, Romulus, der Könige Alba Longas oder wichtiger Persönlichkeiten der Republik aufgestellt. In der Mitte des Vorplatzes zum Tempel stand eine Statue von Augustus auf einem Triumphwagen. Eine weitere Kaiserstatue wurde später in einem prächtigen Saal links vom Tempel aufgestellt. Die Rückwand dieses Saales war, wie die des Tempels, Bestandteil einer großen Mauer, die das Forum von der Subura abgrenzte und auch als Brandschutzmauer diente.
Heute ist nur noch der hintere Teil des Forums mit dem Podium und den Überresten des Mars-Ultor-Tempels erhalten. Der vordere Teil wurde von Mussolini mit der Via dei Fori Imperiali überbaut.

## Bedeutung und Bildprogramm

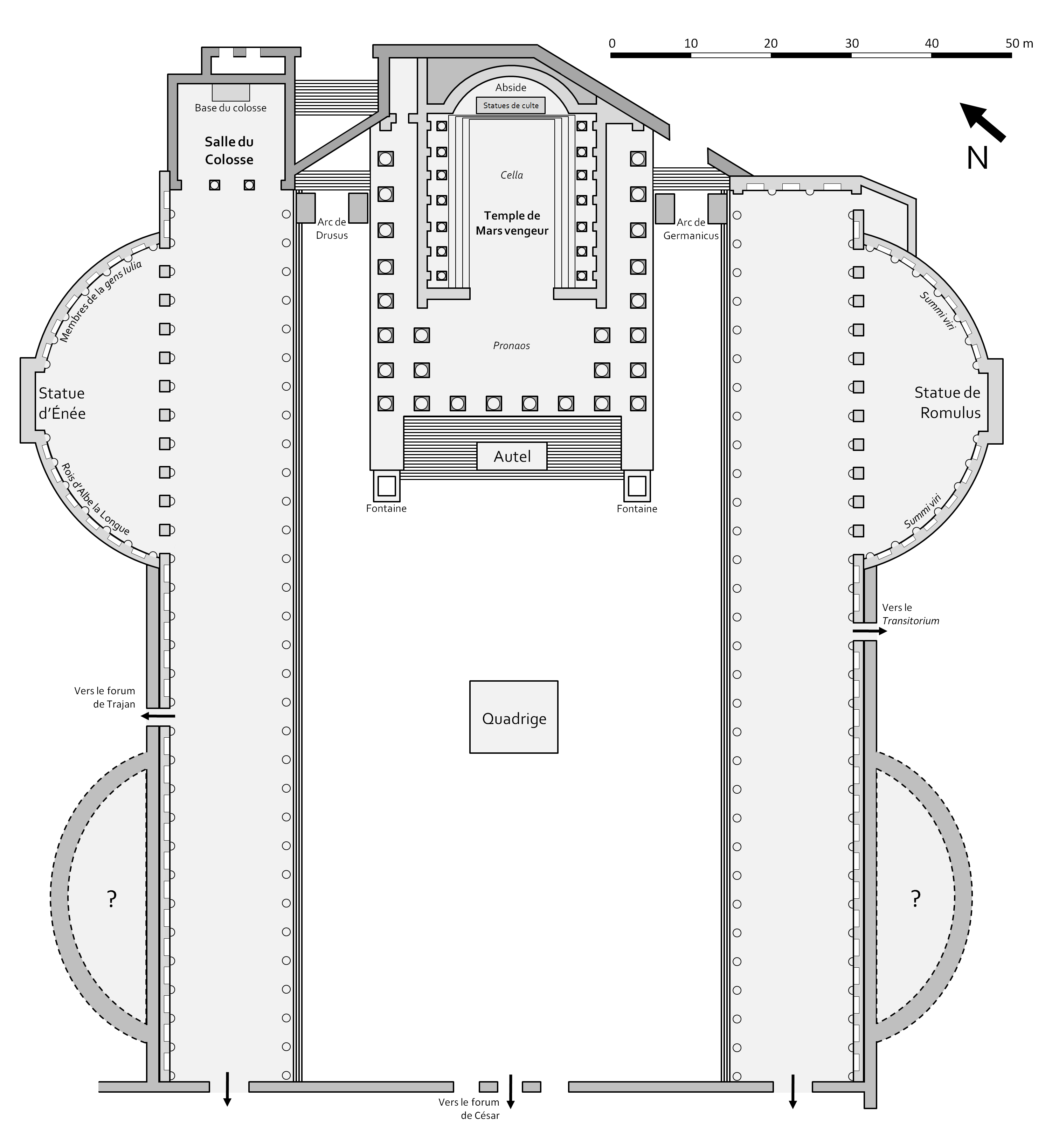
Plan des Forums

Die Planung des Augustus-Forum geht auf die Zeit vor der Schlacht bei Philippi zurück, in der die Caesar-Mörder ihren Tod fanden. In diesem historischen Zusammenhang muss der Bau des Tempels des Mars Ultor (des Rächers) gesehen werden, der dem Willen Octavians, die Ermordung seines Adoptivvaters Caesars zu rächen, Ausdruck verleihen sollte.
Das Augustusforum wurde im Jahre 2 v. Chr. fertiggestellt und eingeweiht. Die Augustus-Quadriga in der Mitte des Forums, die dem princeps zu dessen Einweihung vom Senat gestiftet worden war, trug zwei aussagekräftige Inschriften: zum einen auf der Basis der Quadriga die Inschrift pater patriae („Vater des Vaterlandes“), die seiner propagierten Stellung als fürsorglicher „Über-Vater“ des römischen Volkes gerecht werden sollte. Zum anderen wurden ebenfalls auf der Basis sämtliche von Augustus unterworfenen Völker aufgelistet und somit seinem Verdienst um die Durchsetzung des römischen Weltherrschaftsanspruchs Rechnung getragen.
Die Betonung der göttlichen Abstammung der Julier von dem Stammvater der Römer Aeneas, Sohn des Anchises und der Venus, veranschaulichten zum einen Statuen von Aeneas und Romulus, die in einer der beiden Säulenhallen, die den Tempel umgaben, aufgestellt wurden, zum anderen zwei Malereien, die die Flucht des Aeneas mit seinem Vater Anchises und seinem Sohn Ascanius aus dem brennenden Troja bzw. Nachfahren des Aeneas darstellten.
Zusammen mit den Statuen bedeutender Politiker der römischen Republik (principes viri), die die Geschichte der Stadt mitgeprägt hatten, kommt in diesem Bildprogramm das Bemühen des Augustus zum Ausdruck, sich trotz seiner überragenden Stellung in die Tradition der Republik zu stellen und somit den Eindruck von Kontinuität und Folgerichtigkeit seiner Herrschaft zu propagieren.

## Galerie

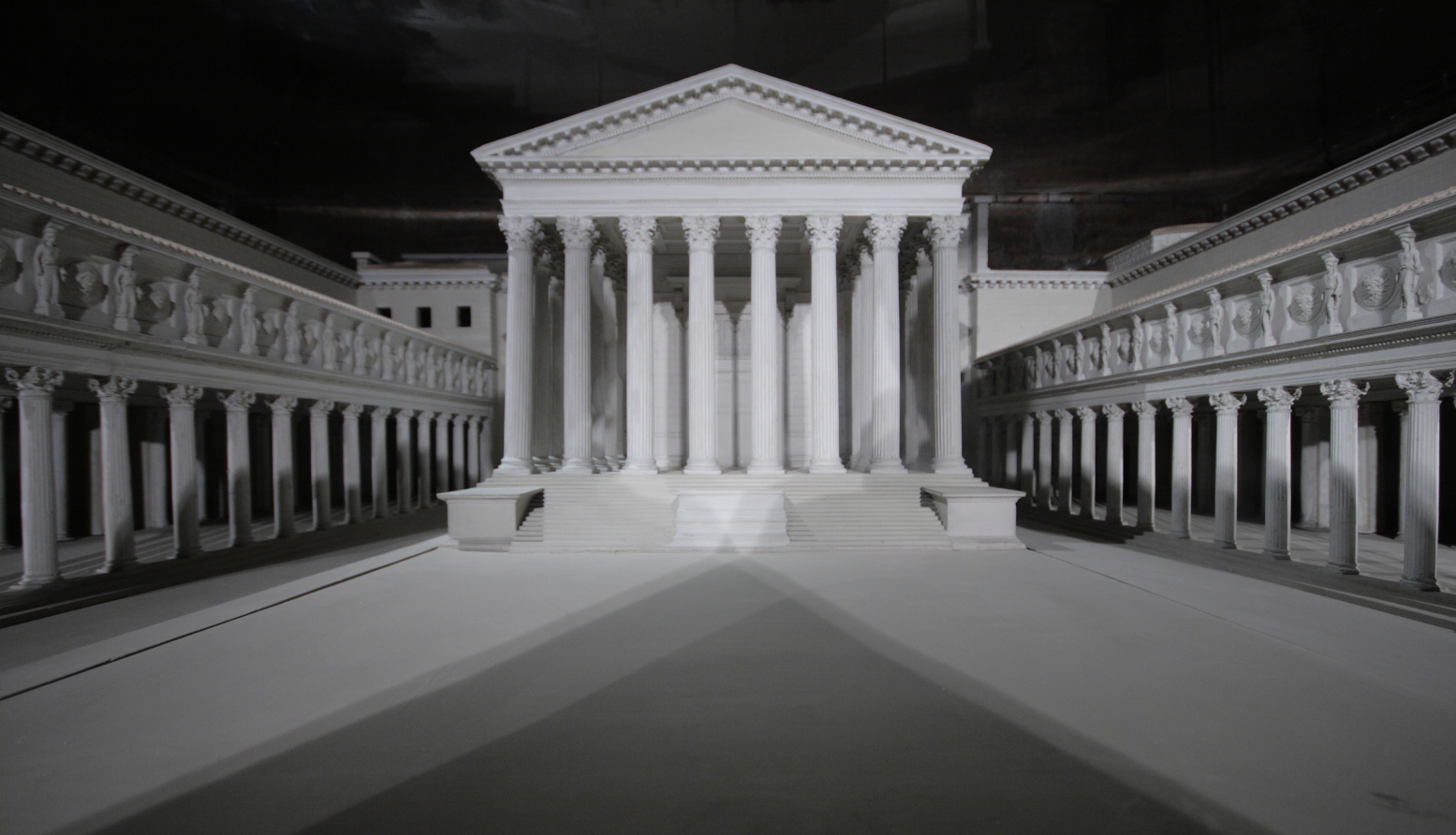
Modell des Augustusforums
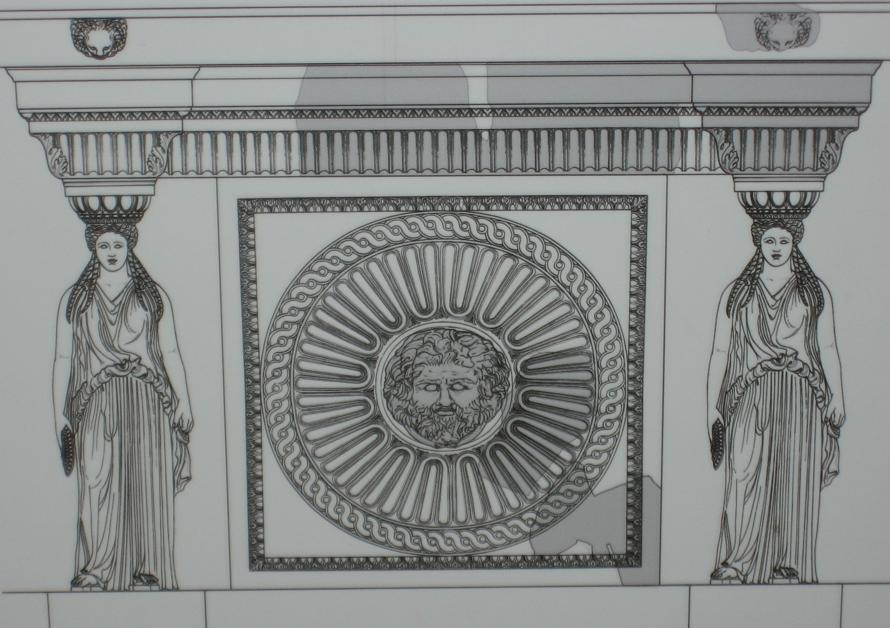
Rekonstruktion des Frieses der Portikus
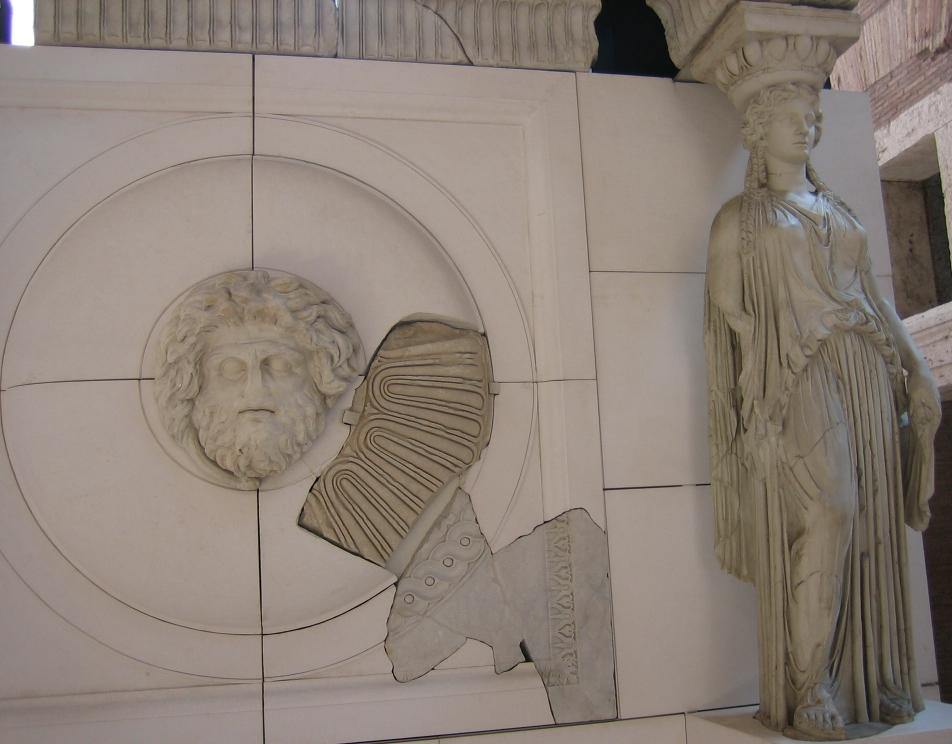
Erhaltene Teile des Frieses, ausgestellt im Trajansforum
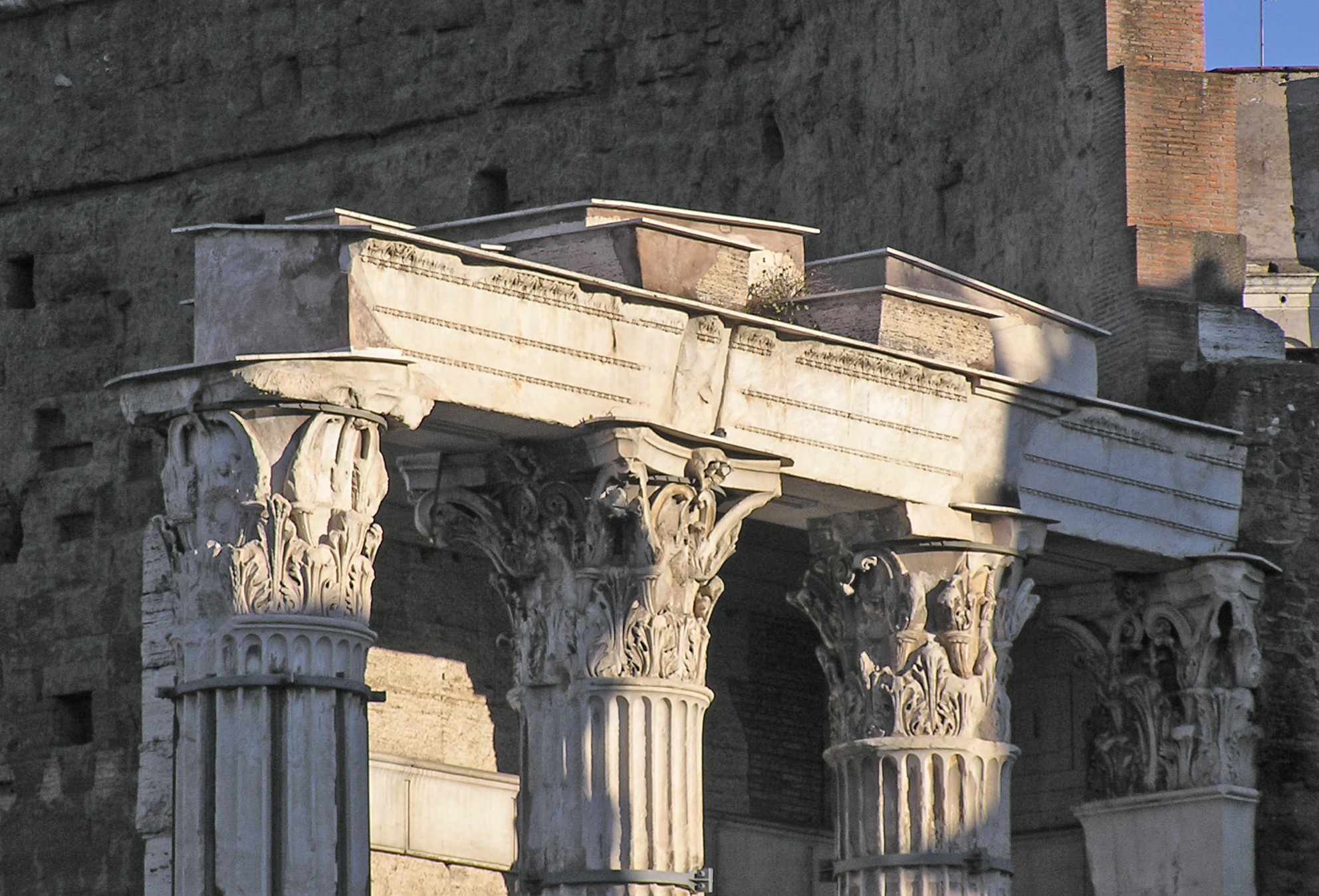
Kapitelle und Architrav des Mars Ultor-Tempels
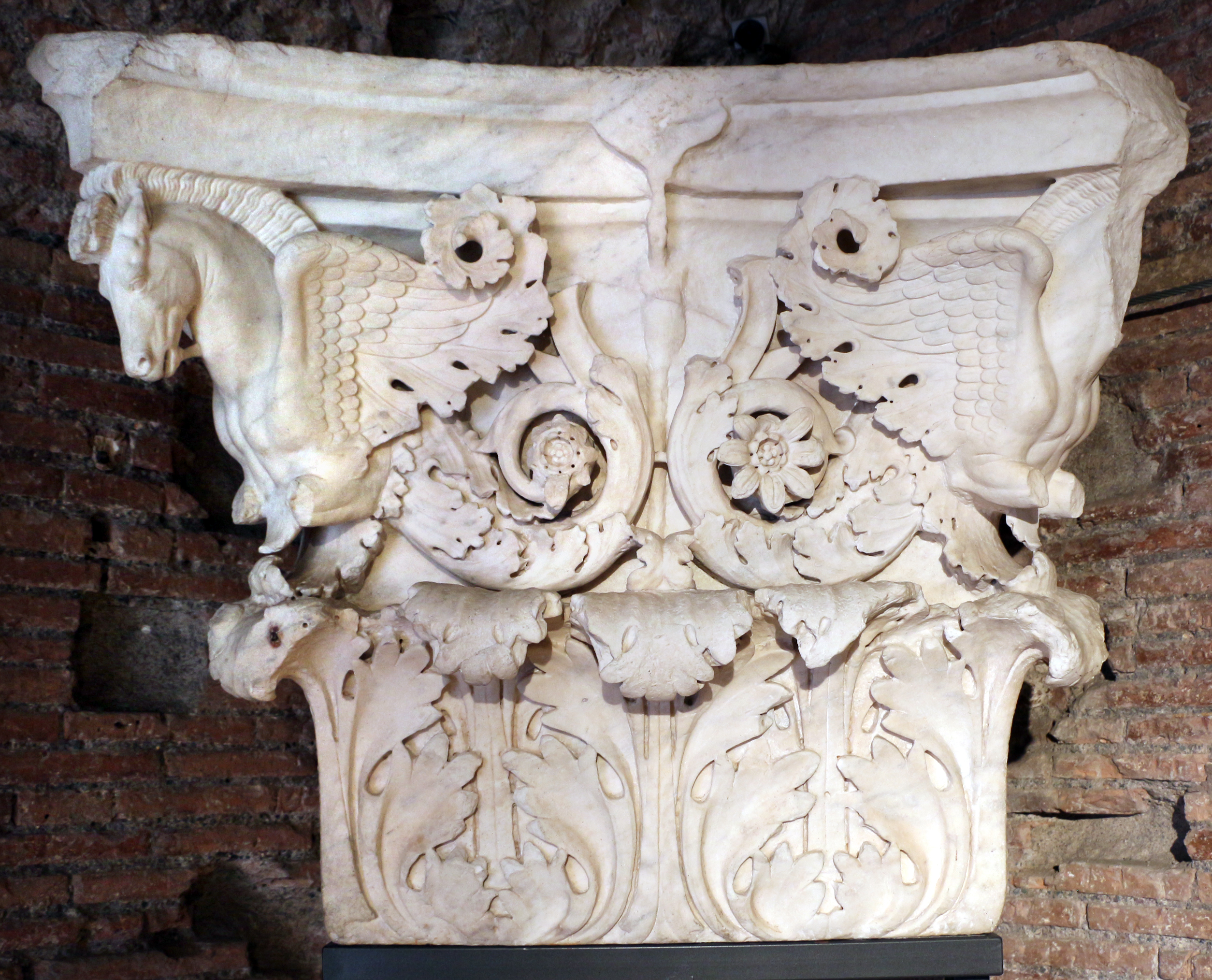
Pegasus-Kapitell aus der Cella des Mars Ultor-Tempels